# Teoria evolutiva de jocs
La teoria evolutiva de jocs (EGT) és l'aplicació de models inspirats en genètica de la població de canvis de la freqüència genètica en poblacions a la teoria de jocs. Difereix de la teoria dels jocs clàssica en què es concentra en les dinàmiques de l'estratègia en lloc dels seus equilibris. Tot i el seu nom, la teoria evolutiva de jocs s'aplica més en economia que en biologia.
La metodologia habitual per a estudiar les dinàmiques evolutives en un joc és a través de les equacions de replicador. Les equacions de replicador assumeixen població infinita, temps continu i mescla completa. Els atractors de les equacions són equivalents amb els estats evolutivament estables.

## Teoria evolutiva de jocs en lingüística
Recentment Gerhard Jäger ha aplicat les idees de la teoria evolutiva de jocs a la lingüística explicant per què tot i haver-hi un gran nombre de possibilitats de marcatge de cas la majoria de llengües se'n decanten entre uns pocs sistemes, provant que en les llengües amb ordre bàsic molt lliure l'estratègia òptima és un sistema d'ergativitat escindida, mentre que en llengües amb un ordre de paraula molt rígid l'òptim és el marcatge ocasional de l'acusatiu o l'ausència total de cas, situació que s'observa en les llengües del món. A més l'esquema de Jäger mostra que les tipologies trobades en les llengües del món amb major freqüència corresponen a equilibris de Nash d'un joc en què tant el parlant com el que escolta tracten de maximitzar l'enteniment mutu.